# چک بوته‌ای

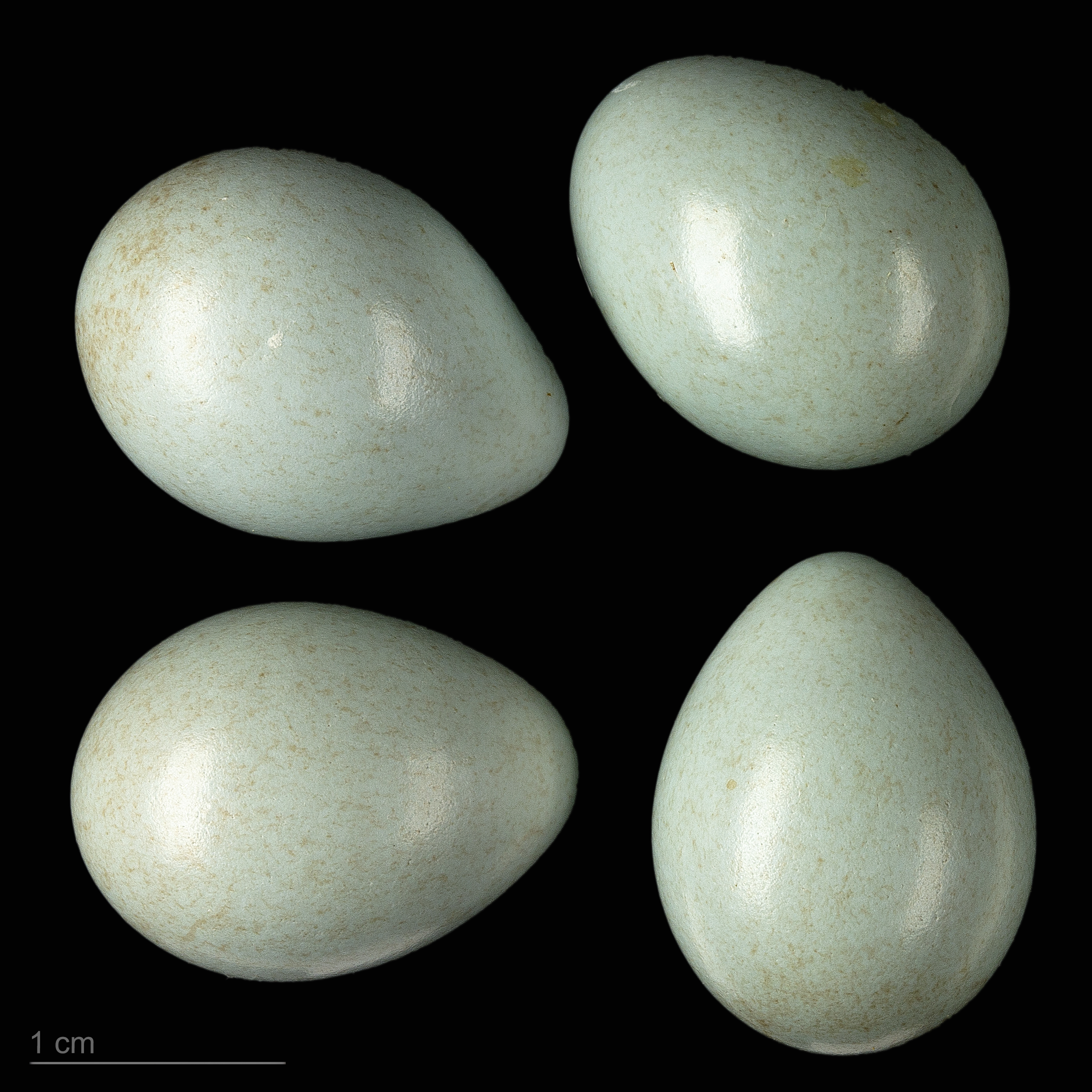
Saxicola rubetra

چک بوته‌ای (نام علمی: Saxicola rubetra) پرنده‌ای از سردهٔ چک در تیرهٔ مگس‌گیران در راستهٔ گنجشک‌سانان است که منطقهٔ تولیدمثلش در اروپا و غرب آسیا است و در آفریقا زمستان‌گذرانی می‌کند. این پرنده تابستان‌ها در ایران نیز یافت می‌شود.
معنای نام علمی‌اش (Saxicola rubetra) «پرندهٔ صخره‌زی کوچک» است.
زیستگاه چک بوته‌ای مناطق باز بیشهای، خرابه‌ها، و کنار تالابها است و هنگام کوچ در کشتزارها دیده می‌شود. این پرنده آشیانه خود را پای بوتهها می‌سازد و ۴ تا ۷ تخم می‌گذارد که باید ۱۱ تا ۱۴ روز روی آنها بخوابد. چک بوته‌ای بالغ ۱۲ تا ۱۴ cm طول و ۱۳ تا ۲۶ گرم وزن دارد.